# Gnathonarium taczanowskii
Gnathonarium taczanowskii är en spindelart som först beskrevs av O. Pickard-Cambridge 1873.  Gnathonarium taczanowskii ingår i släktet Gnathonarium och familjen täckvävarspindlar. Inga underarter finns listade i Catalogue of Life.